# Pillage by Pillar Box
Pillage by Pillar Box è un cortometraggio muto del 1907 diretto da Lewin Fitzhamon.

## Trama
Un truffatore si nasconde dentro la buca delle lettere per poter rubare una missiva.

## Produzione
Il film fu prodotto dalla Hepworth.

## Distribuzione
Distribuito dalla Hepworth, il film - un breve cortometraggio di 97,2 metri - uscì nelle sale cinematografiche britanniche nel febbraio 1907.
Si conoscono pochi dati del film che, prodotto dalla Hepworth, fu distrutto nel 1924 dallo stesso produttore, Cecil M. Hepworth. Fallito, in gravissime difficoltà finanziarie, il produttore pensò in questo modo di poter almeno recuperare il nitrato d'argento della pellicola.